# Chalkaor
Chalkaor (altgriechisch Χαλκάορ Chalkáor) ist eine Amazone der griechischen Mythologie.
Sie erscheint bei Johannes Tzetzes als eine der Anführerinnen der Amazonen, die den Trojanern im Trojanischen Krieg beistehen. Beim Kampf vor den Toren Trojas wird sie von Achilleus getötet.